# يوان سالميار
يوان سالميار (بالفرنسية: Yoann Salmier) (21 نوفمبر 1992 في فرنسا - ) هو لاعب كرة قدم فرنسي في مركز الدفاع. لعب مع نادي ستراسبورغ.

## روابط خارجية
- يوان سالميار على موقع قاعدة بيانات كرة القدم.إي يو (الإنجليزية)
- يوان سالميار على موقع ناشيونال فوتبول تيمز (الإنجليزية)
- يوان سالميار على موقع Soccerway.com (الإنجليزية)